# Nationale Vergadering (Benin)
De Nationale Vergadering (Frans: Assemblée nationale) is het eenkamerparlement van Benin, met zetel in de hoofdstad Porto-Novo. De 109 leden worden voor een periode van vijf jaar gekozen, waarbij een vrij hoge kiesdrempel geldt voor partijen: 10%.
Louis Vlavonou van de Union progressiste (UP) is voorzitter van de Nationale Vergadering. Hij werd in 2019 in die functie gekozen.
De UP is een bundeling van verschillende partijen en is de grootste fractie. Deze heeft met het Bloc Républicain (BR, rechts) een coalitie gesloten die de absolute meerderheid heeft. Les Démocrates (LD, links) vormen de oppositie. 

## Geschiedenis
Op 28 februari 1959 werd in de eerste grondwet van Benin het wettelijk kader voor een parlement vastgelegd, maar het land werd pas anderhalf jaar later onafhankelijk, in augustus 1960. In november 1960 werd een nieuwe grondwet aangenomen met een andere regeling voor het parlement, die tot oktober 1963 van kracht bleef. Daarna beleefde het land een roerige periode met machtswisselingen en bestuurlijke experimenten die ook het parlement raakten. Dit duurde tot 1990.
Van 1977 tot 1990 droeg de Nationale Vergadering de naam Revolutionaire Nationale Vergadering (Assemblée Nationale Révolutionnaire). Benin was in die periode een volksrepubliek met de nominaal marxistische Parti de la révolution populaire du Bénin (PRPB) als enige toegestane partij. In 1990 werd onder leiding van de katholieke aartsbisschop Isidore de Souza een interim-parlement gevormd, de Haut Conseil de la République (Hoge Raad van de Republiek), met als taak een nieuwe, democratische grondwet voor te bereiden. Die is in de loop van 1990 werd aangenomen, waarbij de benaming Nationale Vergadering weer in ere hersteld werd.
Tussen 1999 en 2023 bedroeg het aantal zetels 83 en was de zittingsduur vier jaar. Na een grondwetsherziening in 2019 werd het aantal zetels verhoogd tot 109 en de zittingsduur tot vijf jaar. De eerste verkiezingen voor de nieuwe assemblee vonden op 8 januari 2023 plaats.

### 2018

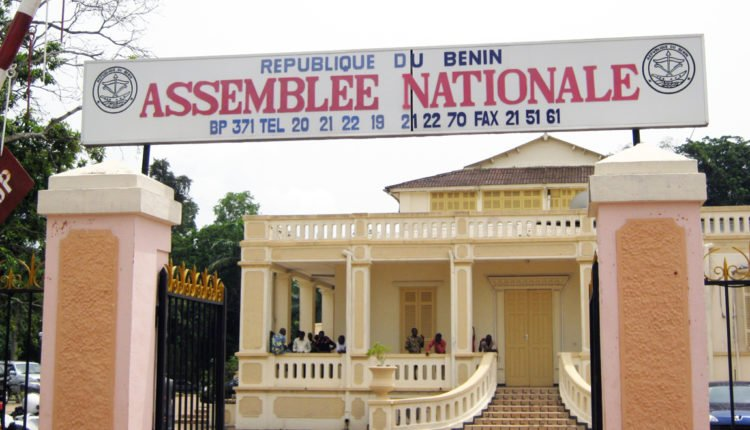
Het gebouw waar de Nationale Vergadering zetelt in de hoofdstad Porto-Novo

### 2023
